# دویدن (فیلم ۲۰۰۸)
دویدن 
(به تلوگویی: Parugu) فیلمی محصول سال ۲۰۰۸ و به کارگردانی باسکار است. در این فیلم بازیگرانی همچون آلو آرجون، شیلا کائور، پونام باجوا، پراکاش راج، ساپتاگیری، جیوا ایفای نقش کرده‌اند.